# Мастикаш Михайло Васильович
Михайло Васильович Мастикаш (нар. 23 липня 1946, село Лисець, нині Дунаєвецького району Хмельницької області) — український художник. Член Національної спілки художників України від 1986 року. Лауреат Другої премії Республіканського конкурсу плаката (1983). Автор гербів Хмельницької області та рідного села.

## Життєпис
1975 року закінчив Український поліграфічний інститут імені Івана Федорова (нині Українська академія друкарства) у Львові. Педагоги з фаху — Флоріан Юр'єв, Борис Валуєнко. Працює в жанрі прикладної графіки, живопису.
Працював у Хмельницькому: з 1968 р. – у художньо-виробничих майстернях, у 1985 – 1989 рр. – головний художник, 1989 – 1993 рр. співпрацював із видавництвами, з 1993 р. – директор підприємства «Творчість», одночасно з 1998 р. – голова благодійного фонду добра і мудрості, 2001 – 2020 рр. – голова обласної організації НСХУ.

## Творчість
Створив понад 20 міських, сільських і родинних гербів, герб Хмельницької області та герб рідного села.
Учасник мистецьких конкурсів, численних міжнародних, республіканських і обласних виставок.
Основні твори: плакати — «До землі з ласкою — відповість казкою» (1983), «Дутий авторитет боїться всього гострого» (1987), «Ластівка» (2000), «Оптимізм — крила для польоту» (2001), «Забудьмо про злість» (2006).
Основні твори: плакати – «Автографи Олімпіади», «Олімпіада – 80», «До землі з ласкою – відповість казкою», «9 травня 1945», «Земля для плуга, а не для ракет», «Землю-матір поважайте, діти», «Хто з мечем до нас прийде – від меча і
загине», «Алкоголь – ворог здоров’я», «Під маскою науково-технічного прогресу», «Дутий авторитет боїться всього гострого», «Не робіть спробу вирішувати нові проблеми старими методами», «Обережно – СНІД»; ілюстрації до казки
«Побратими»; графічна серія «Історико-архітектурні пам’ятки Поділля»; оформлення книг – «Под скипетром Романовых: Исторические очерки 1613 – 1913 гг.», «Вихор Чорнобиля» Г. Лящука, «Надвечір’я», «Подільська осінь» П. Карася, «Лугова
незабудка» М. Мачківського; живопис – «Мелодії міста», «Тиша», «Ластівка», «Оптимізм – крила для польоту», «Забудьмо про злість».
Твори зберігаються в музеях та приватних колекціях багатьох країн світу.